# Nadie sabe que estoy aquí
Nadie sabe que estoy aquí es una película chilena de 2020 dirigida por Gaspar Antillo, en su debut como director de largometrajes, quien escribió el guion junto a Enrique Videla y Josefina Fernández. Está protagonizada por Jorge García, Luis Gnecco, Millaray Lobos y Alejandro Goic. Es la primera película chilena original producida para Netflix.
La película fue estrenada en el festival de cine de Tribeca, donde Antillo ganó el premio al mejor director en nuevas narrativas. Su estreno en Netflix fue el 24 de junio de 2020.

## Sinopsis
Memo Garrido es un hombre introvertido que vive junto a su tío Braulio en una granja ubicada a orillas del lago Llanquihue. Los traumas de un pasado como cantante infantil lo llevaron a tener una vida alejado del resto de la sociedad, sentimientos que comenzará a examinar a raíz de su naciente amistad con una joven llamada Marta.

## Reparto
- Jorge García como Memo Garrido.
  - Lukas Vergara como Memo joven.
- Millaray Lobos como Marta.
- Luis Gnecco como Braulio Garrido.
- Alejandro Goic como Jacinto Garrido.
- Gastón Pauls como Ángelo.
  - Vicente Álvarez como Ángelo joven.
- Eduardo Paxeco como Samuel.
- Nelson Brodt como Sergio.
- Juan Falcón como Animador.
- Julio Fuentes como Invitado.
- María Paz Grandjean como Francisca.
- Solange Lackington como Productora.
- Roberto Vander como Productor de Miami.

## Producción
La película, ópera prima de Gaspar Antillo, fue filmada frente a Puerto Octay, en el lago Llanquihue, y cuenta con música de Carlos Cabezas. La filmación de la cinta fue de 24 días, entre octubre y noviembre de 2018.

## Recepción
Nadie sabe que estoy aquí recibió una respuesta positiva por parte de la crítica cinematográfica. La película posee un 83% de comentarios favorables en el sitio web Rotten Tomatoes, basado en un total de 12 reseñas, y una puntuación de 64/100 en Metacritic.